# Poa soderstromii
Poa soderstromii là một loài cỏ trong họ hòa thảo, thuộc chi poa.